# Rubeosaure
El rubeosaure (Rubeosaurus) és un gènere de dinosaure ceratop que va viure al Cretaci superior en el que actualment és Nord-amèrica. Les seves restes fòssil foren trobades a l'estat de Montana, Estats Units. L'espècie tipus és Rubeosaurus ovatus. En un principi aquesta espècie va ser assignada al gènere dels estiracosaures.